# Friedrich Spanheim l'Ancien
Pour les articles homonymes, voir Spanheim.
Friedrich Spanheim dit « l’Ancien », né le 1er janvier 1600 à Amberg et mort le 14 mai 1649 à Leyde, est un théologien calviniste allemand qui enseigna à Genève puis à l’université de Leyde, connu pour sa défense de la doctrine de la prédestination contre Moïse Amyraut.

## Biographie
Spanheim étudia la philologie et la philosophie à l’université de Heidelberg où il entra en 1614, puis, à partir de 1619, la théologie à Genève. En 1621 il s'attacha comme précepteur à Jean de Bonne, baron de Vitrolle, gouverneur d’Embrun en Dauphiné ; il le quitta au bout de trois ans et alla à Genève, Paris et en Angleterre. Il revint à Genève en 1626 où il s'installa comme professeur de philosophie. En 1631 il entra à la faculté de théologie et fut recteur de l'académie de 1633 à 1637.
En 1642, il fut appelé par la fille de l'électeur palatin, Élisabeth de Bohême, à Leyde où il enseigna la théologie. Il devint alors l'un des plus ardents défenseurs de la doctrine calviniste de la prédestination contre Moïse Amyraut.
Marié à Catherine du Port, c’est le père du diplomate et savant numismate Ézéchiel Spanheim et du théologien et historien Friedrich Spanheim le Jeune.

## Publications
Il a publié anonymement Le Soldat suédois (1634), une histoire de la guerre de Trente Ans jusqu'à 1631 ; Le Mercure suisse (1634) ; Commentaire historique de la vie et de la mort de ... Christofle vicomte de Dohna (1639).
En théologie, ses œuvres principales sont : 
- Dubia evangelica (3 vol., Genève, 1631-1639)
- Disputatio de gratia universali (3 vols., Leyde, 1644-1648)
- Epistola ad Buchananum super controversiis...in ecclesiis Anglicanis (Leyde, 1645).

Contre les anabaptistes, il écrivit les Variae disputationes anti-Anabaptisticae (1643) et la Diatribe historica de origine, progressu, sectis et nominibus anabaptistarum (1645).

## Sources
- (en) Cet article est partiellement ou en totalité issu de l’article de Wikipédia en anglais intitulé « Friedrich Spanheim » (voir la liste des auteurs).
- « Spanheim, Friedrich, the Elder », Schaff-Herzog Encyclopedia of Religious Knowledge lire en ligne.